# 福岡市民会館
福岡市民会館（ふくおかしみんかいかん）は、福岡県福岡市中央区天神にあった福岡市立の劇場兼ホール。
この項目では、後継の福岡市民ホールについても触れる。英文名称はいずれも「Fukuoka Civic Hall」である。

## 概要
福岡市民会館は、1963年（昭和38年）に開場。福岡サンパレスが完成するまでの間は福岡市最大のホールとして使用されていた。客席は1層スローブ式で客席数は1770席。円形ワンフロア型ホールであり、舞台と客席の一体感が体験できる構造になっていた。また小ホールも354席あった。優良ホール100選に選ばれていた。2025年（令和7年）3月23日閉館。

### 建物の老朽化に伴う拠点文化施設としての建て替え
福岡市民会館は、建物の老朽化で福岡市は2025年3月23日に閉館させた。代替として、須崎公園を整備し、天神中心部により近い位置へ、新しく福岡市民ホール（大ホール2000席、中ホール800席）を建設、2025年3月28日に開館させた。
福岡市民会館の撤去費と建設費は合計で252億円を想定している。
この福岡市民ホールという名称は、「60年に渡って多くの市民に親しまれてきた市民会館の伝統を継承し、舞台設備やホール機能が進化した、新たな施設をシンプルに表現」したものだという。

## 施設

### 福岡市民ホール
（出典：）
- 地下1階、地上5階建て[10]
- 延床面積：約20,000 m2
- 大ホール：1994席、車いす席12席、多目的室10席[11]
- 中ホール：799席、車いす席6席、多目的室10席[12]
- 小ホール：約150席
- リハーサル室（約259 m2）・練習室（約15 m2 - 25 m2）

### 福岡市民会館
（2025年3月23日閉館）
（出典：）
概要
- 鉄骨鉄筋コンクリート造 地下1階・地上4階建て
- 敷地面積10,552 m2、建築面積3,620 m2、延床面積9,255 m2

大ホール
- 客席数：1,770席
- 高さ9 m・間口20 m、奥行き14 m
- 楽屋8室

小ホール
- 客席数：354席
- 楽屋2室

練習室
- 4部屋